# Nati nel 1915/Luglio
| Questa pagina contiene informazioni ricavate automaticamente dalle voci biografiche con l'ausilio del template Bio e di un bot. L'aggiornamento è periodico e automatico e ricostruisce completamente la pagina. Se manca una persona in questa lista, sei pregato di non aggiungerla, ma accertati piuttosto che la sua voce biografica contenga il template Bio e che i dati anagrafici siano correttamente compilati. Se il template Bio manca, inseriscilo tu stesso o, in alternativa, metti l'avviso {{tmp\|Bio}} che ne segnala la mancanza. Se i dati riportati sono sbagliati, correggi direttamente la voce biografica; le modifiche saranno visibili in questa lista entro pochi giorni. Per chiarimenti vedi il progetto biografie. La lista contiene solo le 158 persone che sono citate nell'enciclopedia e per le quali è stato implementato correttamente il template Bio. Pagina aggiornata al 18 ago 2025. |

- 1º luglio - Ambrogio Bessi, cestista italiano († 1997)
- 1º luglio - Willie Dixon, contrabbassista statunitense († 1992)
- 1º luglio - Giovanni Giraldi, filosofo e filologo italiano († 2014)
- 1º luglio - Michael Joseph Murphy, vescovo cattolico statunitense († 2007)
- 1º luglio - Jean Stafford, scrittrice statunitense († 1979)
- 1º luglio - Oscar Valicelli, attore argentino († 1999)
- 1º luglio - Nguyễn Văn Linh, politico vietnamita († 1998)
- 2 luglio - Alfredo Adami, comico italiano († 1988)
- 2 luglio - Argemiro, calciatore brasiliano († 1975)
- 2 luglio - Nino Buccellato, poeta e scrittore italiano († 1983)
- 2 luglio - Pietro Chiodi, filosofo e partigiano italiano († 1970)
- 2 luglio - Junior Durkin, attore statunitense († 1935)
- 2 luglio - Sei Fuwa, calciatore giapponese
- 2 luglio - Rudolf Hruska, ingegnere austriaco († 1994)
- 2 luglio - Georg Krog, pattinatore di velocità su ghiaccio norvegese († 1991)
- 2 luglio - Arthur Wellesley, VIII duca di Wellington, nobile inglese († 2014)
- 3 luglio - Lanfranco Caretti, filologo, critico letterario e italianista italiano († 1995)
- 3 luglio - Renzo Gobbi, calciatore italiano († 1969)
- 3 luglio - Marta Grandi, entomologa italiana († 2005)
- 3 luglio - Heinz Körvers, pallamanista tedesco († 1942)
- 3 luglio - Luciano Mencaraglia, politico italiano († 2002)
- 3 luglio - Galliano Sbarra, attore italiano († 1987)
- 3 luglio - Bob Sims, cestista statunitense († 1994)
- 3 luglio - Giulio Zaro, calciatore italiano († 1998)
- 4 luglio - Helmut Hudel, ufficiale tedesco († 1985)
- 4 luglio - Harold E. Johns, fisico e medico canadese († 1998)
- 4 luglio - Christine Lavant, poetessa e scrittrice austriaca († 1973)
- 4 luglio - Mike McMichael, cestista statunitense († 1997)
- 4 luglio - Alberto del Río Chaviano, generale cubano († 1978)
- 4 luglio - Timmie Rogers, comico, cantautore e attore statunitense († 2006)
- 5 luglio - Henri Colans, sollevatore belga († 1996)
- 5 luglio - Babe Paley, socialite statunitense († 1978)
- 5 luglio - Alfredo Fusco, ufficiale e aviatore italiano († 1941)
- 5 luglio - Alfonso Negro, calciatore e medico statunitense († 1984)
- 5 luglio - John Woodruff, mezzofondista statunitense († 2007)
- 6 luglio - Leonard Birchall, militare canadese († 2004)
- 6 luglio - Eric Orbom, scenografo statunitense († 1959)
- 7 luglio - Renato Andreani, militare e aviatore italiano († 1938)
- 7 luglio - Mario Colli, attore, doppiatore e direttore del doppiaggio italiano († 1989)
- 7 luglio - Yvonne Mitchell, attrice britannica († 1979)
- 7 luglio - Michele Pellicani, giornalista, saggista e politico italiano († 1991)
- 7 luglio - Bruno Rossi, calciatore italiano († 1977)
- 7 luglio - Roman Irinarchovič Tichomirov, regista cinematografico sovietico († 1984)
- 7 luglio - Jaroslav Volak, pallamanista austriaco
- 7 luglio - Margaret Walker, poetessa e scrittrice statunitense († 1998)
- 8 luglio - Kenneth May, matematico statunitense († 1977)
- 9 luglio - Giovanni De Stefanis, ciclista su strada italiano († 2006)
- 9 luglio - David Diamond, compositore statunitense († 2005)
- 9 luglio - Emilia Docet, modella spagnola († 1995)
- 9 luglio - Giovanni Ghinazzi, aviatore italiano († 1986)
- 9 luglio - Marcel Thévenet, sollevatore francese († 1990)
- 9 luglio - Paolo Battino Vittorelli, giornalista, politico e scrittore italiano († 2003)
- 9 luglio - Marbeth Wright, attrice e cantante statunitense († 1939)
- 10 luglio - Francesco Arcangeli, storico dell'arte, poeta e critico letterario italiano († 1974)
- 10 luglio - João Azevedo, calciatore portoghese († 1991)
- 10 luglio - Milt Buckner, pianista statunitense († 1977)
- 10 luglio - Sandro Giovannini, commediografo italiano († 1977)
- 10 luglio - Aurelio Giussani, presbitero italiano († 1977)
- 11 luglio - Cecil Isbell, giocatore di football americano e allenatore di football americano statunitense († 1985)
- 11 luglio - Jake Nagode, cestista statunitense († 1976)
- 11 luglio - Milena Penovich, attrice italiana
- 11 luglio - William Wheeler, politico statunitense († 1989)
- 12 luglio - Giovanni Ivaldi, calciatore e allenatore di calcio italiano
- 12 luglio - Guglielmo Maetzke, archeologo e etruscologo italiano († 2008)
- 12 luglio - Sebastiano Milluzzo, pittore e scultore italiano († 2011)
- 12 luglio - Giovanni Righi, calciatore italiano († 2000)
- 12 luglio - Otto Steinert, fotografo tedesco († 1978)
- 13 luglio - Enzo Dolfin, dirigente sportivo, allenatore di calcio e calciatore italiano († 2008)
- 13 luglio - Kaoru Ishikawa, ingegnere chimico e docente giapponese († 1989)
- 13 luglio - Andrzej Pluciński, cestista polacco († 1963)
- 13 luglio - Robert Raymond Scott, militare e marinaio statunitense († 1941)
- 13 luglio - Birgit Tengroth, attrice svedese († 1983)
- 13 luglio - Mario Terzaghi, architetto e designer italiano († 1998)
- 14 luglio - Giuseppe Adami, arbitro di calcio italiano († 2007)
- 14 luglio - Guido Leoni, pilota motociclistico italiano († 1951)
- 14 luglio - Bruno Makain, enigmista italiano († 2008)
- 14 luglio - Toby Wing, attrice statunitense († 2001)
- 15 luglio - Pietro Bianchi, militare e aviatore italiano († 1943)
- 15 luglio - Domenico Caloyera, arcivescovo cattolico italiano († 2007)
- 15 luglio - Dino Fiorini, calciatore italiano († 1944)
- 15 luglio - Albert Ghiorso, ingegnere statunitense († 2010)
- 15 luglio - Amedeo Grossi, calciatore italiano
- 15 luglio - Roosie Hudson, cestista statunitense († 1985)
- 15 luglio - Hubert Schiffer, prete e gesuita tedesco († 1982)
- 15 luglio - Píoquinto Soto, cestista messicano († 1982)
- 15 luglio - Heinz Strelow, giornalista tedesco († 1943)
- 15 luglio - Lance Tingay, giornalista e scrittore britannico († 1990)
- 15 luglio - Luigi Tosi, attore italiano († 1989)
- 15 luglio - David Tree, attore britannico († 2009)
- 15 luglio - Frankie Yankovic, musicista statunitense († 1998)
- 16 luglio - Cihat Arman, calciatore e allenatore di calcio turco († 1994)
- 16 luglio - Charles Hare, tennista e giudice di tennis britannico († 1996)
- 16 luglio - Barnard Hughes, attore statunitense († 2006)
- 16 luglio - Oreste Toscano, militare italiano
- 17 luglio - Olavi Alakulppi, fondista e militare finlandese († 1990)
- 17 luglio - Dorothy Poynton-Hill, tuffatrice statunitense († 1995)
- 17 luglio - Benvenuto Ratto, ufficiale italiano († 1941)
- 17 luglio - Arthur Rothstein, fotografo statunitense († 1985)
- 18 luglio - Cosimo Di Palma, aviatore e ufficiale italiano († 1944)
- 18 luglio - Jane Frazee, attrice statunitense († 1985)
- 18 luglio - Eugenio Galiussi, ciclista su strada italiano († 2010)
- 18 luglio - Juan Nepomuceno Guerra, criminale messicano († 2001)
- 18 luglio - Keith Richards, attore statunitense († 1987)
- 19 luglio - Moacyr Brondi Daiuto, allenatore di pallacanestro brasiliano († 1995)
- 19 luglio - Enrique Rubio, calciatore spagnolo († 1991)
- 19 luglio - Elliot Scott, scenografo britannico († 1993)
- 20 luglio - Italo Bellini, tiratore a volo italiano († 1993)
- 20 luglio - Federico Gorio, ingegnere e urbanista italiano († 2007)
- 20 luglio - Matest Mendelevič Agrest, matematico russo († 2005)
- 20 luglio - Alessandro Piazza, vescovo cattolico e biblista italiano († 1995)
- 20 luglio - Elbert Root, tuffatore statunitense († 1983)
- 21 luglio - Giuseppe Marini, militare e aviatore italiano († 1938)
- 21 luglio - Giulio Negri, allenatore di calcio e calciatore italiano († 1983)
- 21 luglio - Miles Stapleton-Fitzalan-Howard, XVII duca di Norfolk, nobile e militare britannico († 2002)
- 21 luglio - Prokofij Filippovič Zubets, ingegnere aeronautico sovietico († 1996)
- 22 luglio - Lida Ferro, attrice italiana († 2012)
- 22 luglio - Edoardo Galimberti, calciatore italiano († 1995)
- 22 luglio - Walter Garavelli, politico italiano († 2013)
- 22 luglio - Maximino García, pallanuotista e nuotatore uruguaiano
- 22 luglio - John Head, allenatore di pallacanestro statunitense († 1980)
- 22 luglio - Armando Renzi, compositore, pianista e direttore d'orchestra italiano († 1985)
- 22 luglio - Shaista Suhrawardy Ikramullah, politica, diplomatica e scrittrice pakistana († 2000)
- 23 luglio - Hugo Bagnulo, allenatore di calcio e calciatore uruguaiano († 2008)
- 23 luglio - Michele Mattei, militare italiano († 1941)
- 24 luglio - Hillel Kook, politico e attivista lituano († 2001)
- 24 luglio - Giovanni Lombardo, dirigente d'azienda italiano († 2018)
- 24 luglio - Günther Schwägermann, militare tedesco
- 25 luglio - Václav Čepelák, calciatore ceco († 1975)
- 25 luglio - Renato Cominetti, attore, doppiatore e direttore del doppiaggio italiano († 2005)
- 25 luglio - Joseph Patrick Kennedy Jr., aviatore statunitense († 1944)
- 25 luglio - Albert Preziosi, aviatore francese († 1943)
- 26 luglio - Vittorio Barbieri, partigiano italiano († 1944)
- 26 luglio - Emil Grünig, tiratore a segno svizzero († 1994)
- 26 luglio - K. Pattabhi Jois, insegnante indiano († 2009)
- 26 luglio - Joâo Turolla, ufficiale italiano († 1940)
- 26 luglio - Art Tyler, bobbista statunitense († 2008)
- 27 luglio - Mario Del Monaco, tenore italiano († 1982)
- 27 luglio - Jacques Prevel, poeta francese († 1951)
- 28 luglio - Audrey Callaghan, britannica († 2005)
- 28 luglio - Luigi Carpi, pittore e scenografo italiano († 2004)
- 28 luglio - Antonio Marceglia, militare italiano († 1992)
- 28 luglio - Dick Sprang, fumettista statunitense († 2000)
- 28 luglio - Charles Hard Townes, fisico statunitense († 2015)
- 29 luglio - Hans Bütikofer, bobbista svizzero († 2011)
- 29 luglio - Horst Grund, fotografo tedesco († 2001)
- 29 luglio - Pavel Petrovič Kadočnikov, attore e regista sovietico († 1988)
- 29 luglio - Olavi Rove, ginnasta finlandese († 1966)
- 29 luglio - Mitsuyoshi Tarui, aviatore e militare giapponese († 1944)
- 29 luglio - Vittorino Zanibon, militare italiano († 1941)
- 30 luglio - William Aalto, attivista statunitense († 1958)
- 30 luglio - Aldo Bini, ciclista su strada italiano († 1993)
- 30 luglio - Ivan Dmitriev, attore sovietico († 2003)
- 30 luglio - Archie Macaulay, calciatore e allenatore di calcio scozzese († 1993)
- 30 luglio - Walt Miller, cestista e allenatore di pallacanestro statunitense († 2001)
- 30 luglio - Francisco Urcuyo Maliaños, politico nicaraguense († 2001)
- 30 luglio - Niny Comolli, musicista italiana († 2010)
- 31 luglio - Ludwig Chicken, alpinista e medico austriaco († 2011)
- 31 luglio - Henri Decaë, direttore della fotografia francese († 1987)